# یوگاوارا
یوگاوارا (به لاتین: Yugawara) یک منطقهٔ مسکونی در ژاپن است که در Ashigarashimo District واقع شده‌است. یوگاوارا ۴۰٫۹۹ کیلومترمربع مساحت و ۲۶٬۴۲۴ نفر جمعیت دارد.

## خواهرخوانده
شهر میهارا، هیروشیما خواهرخواندهٔ یوگاوارا هست.